# هرینک
هرینک (به چکی: Herink) یک منطقهٔ مسکونی در جمهوری چک است که در ناحیه پراگ-شرق واقع شده‌است. هرینک ۲٫۷۳ کیلومتر مربع مساحت و ۲۹۶ نفر جمعیت دارد و ۳۶۲ متر بالاتر از سطح دریا واقع شده‌است.